# Мирза Махмуд-хан Аламир
Мирза Махмуд-хан Аламир Девели-Каджар (перс. محمود علامیر‎ — 'Мирза Махмуд-хан Ехтишам ус-Салтана', азерб.  Mirzə Mahmud xan Məhəmmədrəhim xan oğlu Dəvəli-Qacar) (1861—1935) — иранский государственный и политический деятель, посол.

## Биография
Родился в ноябре 1861 года в городе Тегеране в семье Мухаммед Рахим-хан Ала уд-Довла. По отцу из тюркского (азербайджанского) дворянского дома Девели-Каджаров. Он получил прекрасное образование, знал арабский, персидский, французский и английский языки.
Мирза Махмуд-хан Аламир 1884 году был кулларагасы. С 1888 году по 1893 году Аламир по приказу шаханшаха Насреддин-шаха Каджара был назначен губернатором Зенджана. Затем до 1901 года он пребывает на посту правителя Курдистана.
Мирза Махмуд-хан Аламир работал в министерства иностранных дел.
В 1894 году был назначен посланником в Санкт-Петербурге.
1895—1897 гг. — генеральный консул в Ираке.
1901—1906 гг. — посол в Германии.
1910—1919 гг. — Мирза Махмуд-хан был послом Ирана во Турции.
В 1907 и 1908 годах избирался в парламент депутатом от Тебриза. Был председателем Меджлиса Ирана.
Мирза Махмуд-хан Девели-Каджар в 1926 году был назначен на пост министра внутренних дел.
В 1935 году Мирза Махмуд-хан Аламир скончался.